# Хермановце
Хермановце (слч. Hermanovce) насељено је мјесто са административним статусом сеоске општине (слч. obec) у округу Прешов, у Прешовском крају, Словачка Република.

## Становништво
| Година:    | 1994. | 2004.    | 2014.    | 2024.   |
| ---------- | ----- | -------- | -------- | ------- |
| Број људи: | 1359  | 1539     | 1879     | 1738    |
| Разлика:   |       | +13,24 % | +22,09 % | -7,50 % |

| Година:    | 2023. | 2024.   |
| ---------- | ----- | ------- |
| Број људи: | 1704  | 1738    |
| Разлика:   |       | +1,99 % |

Према подацима о броју становника из 2024. године насеље је имало 1738 становника.